# Jonathan Reynolds
Jonathan Neil Reynolds (ur. 28 sierpnia 1980 w Houghton-le-Spring) – brytyjski polityk i prawnik, członek Partii Pracy, od 2024 minister biznesu i handlu oraz przewodniczący Zarządu Handlu. Poseł do Izby Gmin od 2010.

## Życiorys

### Młodość i wykształcenie
Urodził się i wychował w Houghton-le-Spring, w hrabstwie Tyne and Wear, w północno-wschodniej części Anglii. Jest synem strażaka i pracowniczki przedsiębiorstwa pożyczkowego. Studiował politologię i historię nowożytną na Uniwersytecie Manchesterskim. Po ukończeniu studiów pracował jako asystent, początkowo laburzystowskich radnych Stockport, a następnie Jamesa Purnella – posła do Izby Gmin z okręgu wyborczego Stalybridge and Hyde. W tym czasie podjął również studia prawnicze w BPP Law School w Manchesterze, po czym pracował w kancelarii prawnej przygotowując się do wykonywania zawodu solicitora.

### Działalność polityczna
Z Partią Pracy związał się w okresie nauki w szkole średniej.
W 2007 uzyskał mandat radnego dystryktu Tameside, w obrębie Wielkiego Manchesteru.
Po rezygnacji Jamesa Purnella z kontynuowania kariery parlamentarnej, został kandydatem Partii Pracy do Izby Gmin w okręgu Stalybridge and Hyde. W 2010 po raz pierwszy został z niego wybrany niższej izby parlamentu brytyjskiego. Uzyskiwał tam reelekcje poselskie w 2015, 2017, 2019 i 2024.
Jako poseł wchodził w skład komisji parlamentarnych zajmujących się sprawami z zakresu gospodarki i finansów oraz badań naukowych. W latach 2010–2011 zajmował stanowisko asystenta whipa opozycji, po czym pełnił różne funkcje w gabinetach cieni Eda Milibanda (był ministrem energii i klimatu) oraz Jeremy'ego Corbyna (jako minister transportu). W styczniu 2016 zrezygnował z tego stanowiska, w następstwie konfliktu z liderem opozycji. W październiku tego samego roku, powrócił jednak do kierowanego przez Corbyna gabinetu cieni, obejmując w nim funkcję sekretarza ekonomicznego skarbu. W gabinecie cieni utworzonym przez Keira Starmera, był początkowo ministrem pracy i emerytur (2020–2021), a następnie ministrem biznesu i strategii przemysłowej (od 2023 ministrem biznesu i handlu).
Podczas kampanii przed referendum w 2016, był zwolennikiem pozostania Zjednoczonego Królestwa w Unii Europejskiej. Opowiada się również za wprowadzeniem wprowadzeniem systemu proporcjonalnego w wyborach do Izby Gmin. Od 2022 jest przewodniczącym organizacji Christians on the Left, zrzeszającej zwolenników socjalizmu chrześcijańskiego.
Po wygranych przez Partię Pracy wyborach parlamentarnych w 2024, wszedł w skład nowo utworzonego gabinetu Keira Starmera – jako minister biznesu i handlu oraz Przewodniczący Zarządu Handlu.

### Życie prywatne
W 2003 urodził mu się syn, z którego matką rozstał się w 2004. Od 2008 jest żonaty z Claire Johnston, z którą ma troje kolejnych dzieci. Mieszka w Stalybridge. Jego najstarszy syn cierpi na autyzm.